# Coppa del mondo di ciclismo su strada femminile 2015
La Coppa del mondo di ciclismo su strada femminile 2015 (in inglese 2015 UCI Women's Road World Cup), diciottesima edizione della competizione, si svolse su dieci eventi dal 14 marzo al 19 agosto 2015.

## Calendario
| #  | Data      | Evento                                            | Vincitrice                  | Squadra                     | Leader della CdM     |
| -- | --------- | ------------------------------------------------- | --------------------------- | --------------------------- | -------------------- |
| 1  | 14 marzo  | Ronde van Drenthe (2015)                          | Jolien D'Hoore              | Wiggle-Honda                | Jolien D'Hoore       |
| 2  | 29 marzo  | Trofeo Alfredo Binda - Comune di Cittiglio (2015) | Elizabeth Armitstead        | Boels-Dolmans               | Jolien D'Hoore       |
| 3  | 5 aprile  | Giro delle Fiandre (2015)                         | Elisa Longo Borghini        | Wiggle-Honda                | Jolien D'Hoore       |
| 4  | 22 aprile | Freccia Vallone (2015)                            | Anna van der Breggen        | Rabo-Liv Women Cycling Team | Anna van der Breggen |
| 5  | 17 maggio | Tour of Chongming Island World Cup (2015)         | Giorgia Bronzini            | Wiggle-Honda                | Anna van der Breggen |
| 6  | 7 giugno  | Philadelphia Cycling Classic (2015)               | Elizabeth Armitstead        | Boels-Dolmans               | Elizabeth Armitstead |
| 7  | 2 agosto  | Sparkassen Giro Bochum (2015)                     | Barbara Guarischi           | Velocio-SRAM                | Elizabeth Armitstead |
| 8  | 21 agosto | Open de Suède Vargarda TTT (2015)                 | Rabo-Liv Women Cycling Team | Rabo-Liv Women Cycling Team | Elizabeth Armitstead |
| 9  | 23 agosto | Open de Suède Vargarda (2015)                     | Jolien D'Hoore              | Wiggle-Honda                | Jolien D'Hoore       |
| 10 | 29 agosto | Grand Prix de Plouay (2015)                       | Elizabeth Armitstead        | Boels-Dolmans               | Elizabeth Armitstead |

## Classifiche finali

### Classifica individuale
Classifica finale.
| Pos. | Corridore              | Squadra           | 1   | 2   | 3   | 4   | 5   | 6   | 7   | 8  | 9   | 10  | Totale |
| ---- | ---------------------- | ----------------- | --- | --- | --- | --- | --- | --- | --- | -- | --- | --- | ------ |
| 1    | Elizabeth Armitstead   | Boels-Dolmans     | 40  | 120 | 35  | 0   | -   | 120 | 20  | 25 | 4   | 120 | 484    |
| 2    | Anna van der Breggen   | Rabo-Liv          | 0   | 85  | 85  | 120 | -   | -   | 0   | 35 | 60  | 50  | 435    |
| 3    | Jolien D'Hoore         | Wiggle-Honda      | 120 | -   | 100 | 0   | -   | -   | 35  | 16 | 120 | -   | 391    |
| 4    | Elisa Longo Borghini   | Wiggle-Honda      | 0   | 70  | 120 | 6   | -   | 100 | 0   | 16 | 8   | 30  | 350    |
| 5    | Lucinda Brand          | Rabo-Liv          | 70  | 12  | 10  | 0   | -   | -   | 100 | 35 | 70  | 18  | 315    |
| 6    | Pauline Ferrand-Prévot | Rabo-Liv          | -   | 100 | 40  | 35  | -   | -   | -   | -  | -   | 85  | 260    |
| 7    | Alena Amjaljusik       | Velocio-SRAM      | 0   | 60  | 50  | 30  | -   | 85  | 0   | 30 | 0   | -   | 255    |
| 8    | Giorgia Bronzini       | Wiggle-Honda      | 0   | 6   | 0   | -   | 120 | 4   | 0   | -  | 100 | 2   | 232    |
| 9    | Ashleigh Moolman       | Bigla Pro Cycling | -   | 25  | 25  | 70  | -   | -   | -   | 20 | 20  | 70  | 230    |
| 10   | Annemiek van Vleuten   | Bigla Pro Cycling | 16  | 40  | 70  | 100 | -   | -   | -   | -  | -   | -   | 226    |